# Elmore (Ohio)
Elmore é uma vila localizada no estado norte-americano de Ohio, no Condado de Ottawa e Condado de Sandusky.

## Demografia
Segundo o censo norte-americano de 2000, a sua população era de 1426 habitantes.
Em 2006, foi estimada uma população de 1393, um decréscimo de 33 (-2.3%).

## Geografia
De acordo com o United States Census Bureau tem uma área de
2,2 km², dos quais 2,2 km² cobertos por terra e 0,0 km² cobertos por água. Elmore localiza-se a aproximadamente 195 m acima do nível do mar.

## Localidades na vizinhança
O diagrama seguinte representa as localidades num raio de 12 km ao redor de Elmore.